# Arctia sajana
Arctia sajana là một loài bướm đêm thuộc phân họ Arctiinae, họ Erebidae.